# Tettigonia rubropunctata
Tettigonia rubropunctata är en insektsart som först beskrevs av Kato 1933.  Tettigonia rubropunctata ingår i släktet Tettigonia och familjen dvärgstritar. Inga underarter finns listade i Catalogue of Life.